# Portada/efemèride abril 4
Hansa Jivraj Mehta
« 3 d'abril · 4 d'abril · 5 d'abril »